# سفين أندرسون (سياسي)
سفين أندرسون (بالسويدية: Sven Andersson) هو دبلوماسي وسياسي سويدي، ولد في 5 أبريل 1910 في غوتنبرغ في السويد، وتوفي في 21 سبتمبر 1987 في ستوكهولم في السويد. حزبياً، نشط في حزب العمال الديمقراطي الاشتراكي السويدي. وقد انتخب عضو البرلمان السويدي ‏.

## روابط خارجية
- سفين أندرسون على موقع IMDb (الإنجليزية)
- سفين أندرسون على موقع مونزينجر (الألمانية)
- سفين أندرسون على موقع ديسكوغز (الإنجليزية)
- سفين أندرسون على موقع قاعدة بيانات الفيلم (الإنجليزية)
- سفين أندرسون على موقع ليتربوكسد (الإنجليزية)